# Heizöl
Heizöl ist ein flüssiger Brennstoff. Als Mitteldestillat des Erdöls wird es aus Gasöl hergestellt.

## Heizölsorten
Die DIN 51603 bzw. die entsprechende ÖNORM C 1109 unterscheidet zwischen mehreren Heizölsorten.
Die Heizölqualitäten sind nach steigender Dichte, dem Asche- und Schwefelanteil sowie dem Verhältnis Kohlenstoff zu Wasserstoff (C/H) bezeichnet:
- EL (Extra Leicht)
- EL schwefelarm, hauptsächlich zur Verwendung in Brennwertanlagen gedacht; Pflicht, wenn das Kondensat ohne vorige Neutralisation in die Kanalisation geleitet wird. In der Regel ist der Füllanschluss dann mit einem grünen Deckel verschlossen
- L (Leicht)
- M (Mittel)
- S (Schwer)
- ES (Extra Schwer)

Die Sorten L und M stammen üblicherweise aus Teerölen und werden nur noch selten verwendet.

## Heizöl Extra Leicht (HEL)
DIN 51603-1 differenziert zwischen zwei Heizöl-EL-Sorten: Heizöl EL (abgekürzt: HEL) und Heizöl EL schwefelarm. Die Bezeichnung „EL“ steht für „extra leicht(flüssig)“. „Heizöl EL“ unterscheidet sich vom „Heizöl EL schwefelarm“ durch seinen maximal zulässigen Schwefelanteil. Laut DIN 51603 Teil 1 darf Heizöl EL seit 1. Januar 2008 einen Schwefelanteil von maximal 1000 mg/kg aufweisen, Heizöl EL schwefelarm maximal 50 mg/kg.
Beide Heizölsorten nach DIN 51603-1 werden für eine sichere Logistik mit einer „Raffinerieadditivierung“ versehen:
1. HEL Standard mit „Raffinerieadditivierung“ (u. a. Additive zur Verbesserung der Filtrierbarkeitsgrenze, s. u.)
2. HEL schwefelarm mit „Raffinerieadditivierung“ (u. a. Additive zur Verbesserung der Filtrierbarkeitsgrenze, s. u.)

Allerdings wird die Heizölsorte HEL Standard in Deutschland nicht mehr hergestellt und hat durch vereinzelte Importe lediglich einen verschwindend geringen Marktanteil von kleiner 1 %.
Schwefelarmes Heizöl wurde speziell für den Einsatz in Brennwertkesseln entwickelt, die den heutigen Stand der Technik darstellen.
Die Neutralisierung des Kondensats kann beim Einsatz von schwefelarmem Heizöl entfallen.

### Herstellung
HEL ist eine Mischung aus Kerosin, verschiedenen Gasölfraktionen sowie diversen Additiven (Letztere im mg/kg-Bereich). Kerosin und Gasöl werden großteils durch Fraktionierung von Erdöl als Mitteldestillatfraktionen gewonnen und für die HEL-Herstellung – zumindest teilweise – in Hydrodesulfurierungsanlagen entschwefelt. Daneben kommen Mitteldestillatfraktionen aus Crackanlagen zum Einsatz (beispielsweise HCU-Kerosin, HCU-Gasöl, hydriertes Light Cycle Oil).
HEL ist eine auf die erforderlichen Spezifikationen zugeschnittene Mischung, ein Blend. Die zur Verfügung stehenden Komponenten können stark schwankende Qualitäten (rohölabhängig) aufweisen, so dass jede Charge gegebenenfalls mit unterschiedlichen Mischungsverhältnissen (Kerosin/Leichtgasöl/Schwergasöl) hergestellt werden muss, um alle Spezifikationen zu erfüllen. Weiterhin stehen die Produkte Dieselkraftstoff und Jet bezüglich (fast) aller Komponenten „in direkter Konkurrenz“ zu HEL (siehe auch: Koppelproduktion). Unterschiedliche Bedarfsvolumen der Mitteldestillatprodukte haben deshalb einen Einfluss auf die Zusammensetzung von HEL (siehe auch: Produktionsplanung).
HEL hat – im Gegensatz zu Diesel – keine saisonabhängigen Spezifikationen, erfordert also keine saisonabhängigen Blends.
In Deutschland wurden 2018 ca. 10,1 Millionen Tonnen Heizöl EL hergestellt.:66 Damit beträgt der Produktionsanteil nur noch 10 % von in deutschen Raffinerien hergestellten Mineralölprodukten, während 1990 noch 22 % der Produktionsmenge als Heizöl EL ausgebracht wurde.:34

### Additive
Additive (lat. additivum hinzugegeben, beiliegend) werden definiert als Zusatzstoffe, die Kraft-, Brenn- und Schmierstoffen zugesetzt werden, um erwünschte Eigenschaften zu erreichen und zu verbessern. Die Filtrierbarkeitsgrenze (engl. Cold Filter Plugging Point, CFPP; eine Temperaturangabe) kann bei allen HEL-Sorten durch entsprechende Additive reduziert werden.
Antioxidantien, Metalldeaktivatoren, Detergentien und Dispergatoren verhindern die Bildung und „Ausflockung“ von Alterungsprodukten, bzw. erhöhen die thermische Stabilität des HEL. Solche Additive werden dem „Premium“-HEL zugesetzt.
Durch die Schmiereigenschaft verbessernde Zusätze (Lubricity-Additive) wird die Schmierfähigkeit des schwefelarmen HEL eingestellt (s. u.).
Aschebildende Additive wie beispielsweise das Ferrocen sind im schwefelarmen Heizöl unzulässig.

### Eigenschaften
Die Hauptbestandteile des HEL sind vorwiegend Alkane, Cycloalkane und aromatische Kohlenwasserstoffe mit etwa 9 bis 22 Kohlenstoff-Atomen pro Molekül und einem Siedebereich zwischen 150 °C und 390 °C. Weitere Eigenschaften werden durch die Spezifikationen bestimmt.

### Spezifikationen

Siedeverläufe qualitativ

Die Spezifikationen werden durch die Norm DIN 51603-1 geregelt.
Die seit September 2011 gültige neue Version der DIN 51603-1 erlaubt im Standard- und schwefelarmen Heizöl auch Paraffinfraktionen, die aus Synthese oder Hydrierung gewonnen wurden, wie zum Beispiel hydrierte Pflanzenöle. Es dürfen weder aufgearbeitetes Altöl und Beimischungen von chlorhaltigen Stoffen noch anorganische Säuren enthalten sein. Zudem wurde der Grenzwert für das thermische Sediment, das sich bei der Methode zur Bestimmung der thermischen Stabilität bilden darf, auf 140 mg/kg festgelegt und ein Prüfverfahren für die Bestimmung der Lagerstabilität definiert.
Der Schwefelanteil ist auf 1000 mg/kg und für HEL schwefelarm auf 50 mg/kg begrenzt.
Im Winter kann es durch Ausscheidung von Paraffinkristallen zu Verstopfungen im Brennstofffilter, bzw. – bei Außenlagerung – zum Erliegen der Brennstoffversorgung kommen. Deshalb müssen Leitungen zwischen außenliegenden Tanks und dem Brenner frostsicher verlegt werden. Dies ist bei einer Mindesttiefe von 1 Meter der Fall. Zwei Prüfparameter beschreiben das Kälteverhalten eines Brennstoffs: der sogenannte Cloud Point (abgekürzt CP) und Cold Filter Plugging Point (abgekürzt CFPP). Während der CP durch eine veränderte Herstellung von HEL (Kerosinbeimischung) beeinflusst werden kann, wird der CFPP vielfach über die Zugabe von Additiven eingestellt. Der CP darf maximal +3 °C betragen.
Die Cold-Filter-Plugging-Point-Spezifikation ist an den aktuellen Cloud Point gebunden:
- max. −12 °C bei einem CP von +3 °C
- max. −11 °C bei einem CP von +2 °C
- max. −10 °C bei einem CP ≤ +1 °C

Ist beispielsweise der CP = +3 °C, so muss der CFPP −12 °C betragen, ist der CP +2 °C, so kann man den CFPP auf −11 °C erhöhen. Ein niedrigerer CP bedeutet einen höheren Kerosinanteil im Blend, aber – bedingt durch den niedrigeren CFPP – einen niedrigeren CFPP-Improver-Additiv-Verbrauch. Der Hersteller entscheidet dann, welche Blendingstrategie für ihn die ökonomisch beste Lösung darstellt.
Der sogenannte Pourpoint (PP) spielt bei der HEL-Spezifikation keine Rolle mehr.
Weiterhin sind die Dichtespezifikation (≤ 860 kg/m³), der Brennwert (≥ 45.4 MJ/kg), die Viskosität (≤ 6,0 mm²/s bei 20 °C) und der Flammpunkt (> 55 °C) erwähnenswert. Die niedrige Viskosität garantiert – auch ohne Vorwärmung – eine ausreichende Zerstäubung an der Brennerdüse, der relativ hohe Flammpunkt eine sichere Handhabung und Lagerung.
Um die Schmierung der Heizölpumpen sicherzustellen, wird für HEL schwefelarm auch die Schmierfähigkeit festgelegt. Sie wird mit der HFRR-Methode ermittelt und sollte maximal 460 µm betragen (analog zu Diesel).

### Verbrauch
In Deutschland wurden 2015 ca. 16,13 Millionen Tonnen HEL verkauft. Das Defizit gegenüber dem niedrigeren, inländischen Herstellungsvolumen wird hauptsächlich durch Importe über Rotterdam gedeckt. Vom Verbrauch entfielen 2001 60 % auf private Haushalte, 30 % auf das Gewerbe und 8 % auf die Industrie (einschließlich nicht energetischer Verbrauch). Der Rest (2 %) diente zur Strom-, Fernwärme- und Gaserzeugung.

### Missbrauch
Technisch gesehen ist HEL als Kraftstoff in (älteren) Dieselmotoren verwendbar. Bis 1994 waren beide Produkte nahezu identisch, so dass damals Dieselmotoren problemlos in der Lage waren, HEL zu verbrennen. Der Einsatz als Kraftstoff für Fahrzeuge ist jedoch als Steuerhinterziehung strafbar. Weiterhin erlischt die Betriebserlaubnis des Kraftfahrzeugs, mit allen hieraus resultierenden rechtlichen Konsequenzen.
Um eine Verwechslung auszuschließen, wird HEL (und HEL schwefelarm) mit einem roten Farbstoff eingefärbt. Das deutsche Mineralölsteuergesetz schrieb in seiner ursprünglichen Fassung von 1964 zur Markierung von steuerbegünstigten Mineralölen (zum Beispiel Heizöl) den Farbstoff Sudanrot 7B (Solvent Red 19) vor. Die Verbindung ist ein Pulverfarbstoff und seine Verarbeitung ist mit den bekannten Nachteilen verbunden, z. B. Expositionsgefahr in Produktion und Verarbeitung, hoher Verbrauch an Lösemitteln zur Herstellung der „packages“ und zeitraubende Lösevorgänge. Mit der Zulassung von modifizierten Farbstoffen wurde das Mineralölsteuergesetz 1977 den aktuellen technischen und gewerbehygienischen Erfordernissen angepasst. Seit diesem Zeitpunkt werden Flüssigfarbstoffe verwendet und verarbeitet. Nach der aktuellen Verordnung und Spezifikation des Bundesfinanzministeriums im Mineralölsteuergesetz und der TRGS 614 (Verwendungsbeschränkungen für Azofarbstoffe, die in krebserzeugende aromatische Amine gespalten werden können) zum Markieren von Mineralöl wird ein Flüssigfarbstoff eingesetzt, der aus zwei Komponenten (CAS-Nummern 56358-09-9 N-(2-Ethylhexyl)-1-[{2-methyl-4-[(2-methyl-phenyl)azo]phenyl}azo]naphthalin-1-amin und 57712-94-4 1-[{2-Methyl-4-[(2- methylphenyl)-azo]- phenyl}-azo]-N-tridecylnaphthalen-2-amin) besteht. Ferner wird für den Mineralöl-Export der Farbstoff Solvent Red 215 (CAS-Nr. 85203-90-3) verwendet. Für das gleiche Einsatzgebiet wird der genannte Flüssigfarbstoff (CAS-Nummer 56358-09-9) auch in die Bundesrepublik Deutschland importiert. Darüber hinaus werden nach Kenntnis des AGS aus benachbarten EG-Ländern Mineralöle importiert, die nach den dortigen Vorschriften mit den Azofarbstoffen Sudan IV (85-83-6), Solvent Red 164 (92257-31-3) oder Solvent Red 215 (85203-90-3) eingefärbt sind. Daneben enthielt Heizöl als weiteren Markierungsstoff farbloses Furfural zur Überführung von Steuerhinterziehern.
Seit 2002 hat die EU einheitlich auf die Kennzeichnung mit dem Gelbmarker Solvent Yellow 124 (34432-92-3) umgestellt, dessen analytischer Nachweis wesentlich weniger aufwendig durchzuführen ist. Da Solvent Yellow 124 das Heizöl selbst nur unwesentlich färbt, werden ergänzend 4,1 bis 4,9 mg/l der Azofarbstoffmischung Sudanrot M 462 zugesetzt. Sudanrot M 462 besteht aus den o. g. Rotfarbstoffen N-Ethyl-hexyl-(tolylazotolylazo)naphthyl-2-amin und N-Tridecyl-1-(tolylazotolylazo)naphthyl-2-amin und kann das krebserregende o-Toluidin abspalten.
Weder der Farb- noch der Markierstoff beeinträchtigen den Einsatz in Motoren und Heizungsanlagen. Mit einfachen Verfahren lassen sich geringe Anteile an Solvent Yellow 124 im Kraftstoff nachweisen. Gezielte Kontrollen führt der Zoll regelmäßig und in begründeten Verdachtsfällen durch.
Seit 1995 sind die Qualitätsunterschiede zwischen Diesel und HEL schrittweise immer größer geworden. Beispielsweise enthält das (in Europa nur bis 2009 verwendete) HEL bis zu 1000 mg/kg Schwefel, während Diesel in Deutschland seit 2003 und in Europa seit 2008 flächendeckend mit auf 10 mg/kg reduziertem Schwefelanteil zur Verfügung steht. Die heutigen Motoren und nachgeschalteten Abgasreinigungssysteme würden durch den hohen Schwefelanteil von HEL nachhaltig geschädigt. Demgegenüber hat zwar das ab dem 1. Januar 2009 in Deutschland flächendeckend eingeführte Heizöl „HEL Schwefelarm“ nur noch einen Schwefelanteil von maximal 50 mg/kg. Bei den modernen, fein abgestimmten Dieselmotoren mit ihrer sensorgesteuerten Abgasreinigung sprechen jedoch auch andere technische Gründe gegen die Verwendung von Heizöl. So wird bei Diesel eine (Mindest-)Cetanzahl garantiert (spezifiziert), HEL hat keine solche Spezifikation. Es kann deshalb eine Cetanzahl weit unter der Diesel-Spezifikation aufweisen, Nageln und Rußemissionen (Feinstaub) sind die Folge. Noch schwerer wiegen die fehlenden Spezifikationen, die beim Diesel die Anteile schwerer Komponenten begrenzt (Diesel-Dichte, T95). Der relativ hohe Anteil schwerer Komponenten beim HEL kann eine verstärkte Rußbildung bewirken. Daher kann sogar auch der Einsatz der modernen europäischen Diesel-PKW in technisch weniger entwickelten Ländern außerhalb der EU problematisch sein und entsprechende (kleinere) Umbauten erfordern.

### Reibachleitung
Reibachleitung ist die Bezeichnung für eine widerrechtlich verbaute Rücklaufleitung bei Tankfahrzeugen. Durch eine oder mehrere Reibachleitungen wird ein Teil der Lieferung, nachdem sie den Zähler durchlaufen hat, wieder in den Tank des Fahrzeugs zurückgepumpt.
Während des gesamten Abpumpvorganges wird also ein Teil des Öls sozusagen mehrfach gezählt. Das Ergebnis ist, dass die Messuhr mehr anzeigt, als tatsächlich in den Haustank gepumpt wurde. Der Name leitet sich aus dem gewonnenen Reibach als dem Gewinn ab. Aufgedeckt werden diese Leitungen durch Testläufe des TÜV oder Eichamtes.
Eine eigene Tankuhr am Öltank kann auf die Anwendung der Reibachleitung hinweisen.
In Deutschland ist der Tatbestand des Betrugs nach § 263 Strafgesetzbuch bereits beim Versuch, eine Reibachleitung zu verwenden, erfüllt.
Tankwagen sollen nur über eine einzige Leitung verfügen.

### Preise
Die Preise für HEL orientieren sich am Rotterdamer Markt (Handelsbezeichnung: IGO=Industrial Gasoil). Es wird in US-Dollar je 1.000 kg (US-$/t) gehandelt. Verschiedene Publikationsorgane wie Platts, ICIS oder O.M.R. berichten (zum Teil täglich) über aktuelle Handelspreise und -volumen. Die im Handel verwendete Referenzdichte (um den Preis einer aktuellen Charge mit einer gegebenen Dichte in Relation zu der Notierung zu setzen) ist mit 0,845 kg/dm³ vereinbart (wie beim Dieselkraftstoff).
Weiterhin sind bei der Preisfindung Transportkosten, Lagerkosten (+diverse andere Kosten) sowie die erwünschte Verzinsung des eingesetzten Kapitals zu berücksichtigen.
Der Heizölpreis hängt, genau wie die Preise von Diesel und Benzin, direkt vom Rohölpreisniveau ab. Nach 2012 sank der Heizölpreis auf ein Niveau, das mit dem der Jahre 2005 und 2006 vergleichbar war (s. Grafik). Damit bestätigte sich, das eine Prognose für die Preisentwicklung von Heizöl kaum möglich ist.

### Steuern und Abgaben
Zusätzlich zu all diesen Preisbeiträgen kommen noch Steuern und Abgaben, wie die Umlage für die Beiträge zum Erdölbevorratungsverband mit ca. 3,50 €/m³, die Energiesteuer von 61,35 €/m³ (ab 2009 für HEL-1000-ppm 76,35 €/m³) und – auf die Summe aller aufgeführten Preisbeiträge – 19 % Umsatzsteuer. (Situation in Deutschland)

## Heizöl schwefelarm
Der Beschluss des Bundestags vom 26. Oktober 2006 besagt, dass ab dem 1. Januar 2009 flächendeckend das Heizöl Extraleicht (EL) schwefelarm als neuer Standard in Deutschland eingeführt wird. Mit Hilfe einer Steueränderung wird das Heizöl EL Standard nun höher besteuert als das Heizöl EL schwefelarm.

### Vorteile
Das Heizöl schwefelarm bietet gegenüber dem Heizöl Standard weniger Schadstoff-Emission bei der Verbrennung (50 mg/kg Schwefelanteil gegenüber dem Heizöl Standard mit bis zu 1000 mg/kg Schwefelanteil).

### Folgen
Die saubere Verbrennung des schwefelarmen Heizöls hat zur Folge, dass sich kaum noch Verbrennungsrückstände auf den Kesselwänden ablagern, welche den Wärmeübergang behindern. Die Heizungsanlage arbeitet dadurch effizienter und die Lebensdauer von Heizkesseln steigt.
Die wesentlich geringeren Emissionen von Schwefeldioxid bei der Verbrennung schwefelarmen Heizöls ist ein wichtiger Fortschritt im Umweltschutz und trägt insbesondere in Ballungsgebieten dazu bei, die Gefahren von Smog und saurem Regen zu verringern.
Beim Verbrauch von Heizöl schwefelarm ist mit dem anfallenden Kondensat wie bei Gasbrennstoff zu verfahren. Den Umgang regelt das DWA Arbeitsblatt A 251 vom November 2011.

### Eignung
Das Heizöl schwefelarm wurde eigentlich speziell für moderne Heizungsanlagen und Ölbrennwerttechnik entwickelt. Einige Hersteller schreiben die Nutzung des schwefelarmen Heizöls in ihren Geräten sogar vor.
Allerdings kann das Heizöl auch in den meisten herkömmlichen Niedertemperaturkesseln verwendet werden. Der Hersteller sollte im Zweifel eine Freigabe für die Nutzung des schwefelarmen Heizöls geben.
Alle Geräte, die ab Juli 2005 hergestellt wurden, sind bereits von den Herstellern als geeignet eingestuft worden.

### Verfügbarkeit
Heizöl schwefelarm ist bundesweit verfügbar und hatte 2015 einen Anteil am Gesamtabsatz von 99,9 %. Damit ist das schwefelarme Heizöl in Deutschland das Standard-Heizöl.

## Heizöl leicht
Größere Zentralheizungsfeuerungen für Wohnblöcke und Betriebe wurden z. B. 1968 für das etwas kostengünstigere Heizöl leicht ausgelegt, das zwar dickflüssiger als HEL ist, doch auch bei Kellertemperatur flüssig bleibt. In Graz sind (Stand 2005) viele Anlagen auf HEL oder Fernwärmeeinspeisung umgestellt worden. Die Wirtschaftskammer Steiermark sah 2012 in einer Stellungnahme 3 Jahre Frist zur Umstellungsverpflichtung gemäß Anlagenemissionsverordnung als zu kurz im Sinn von Investitionssicherheit. Die Umstellung auf HEL erspart im Luftsanierungsgebiet Graz insbesondere NOx-Emissionen.

## Heizöl schwer
Das in Kraftwerken am häufigsten zum Einsatz kommende flüssige Kohlenwasserstoffgemisch ist Heizöl schwer (abgekürzt: HOS-x.x, mit x.x wird der Schwefelanteil in %wt (Masseprozent) angegeben). Es gehört zur Gruppe der Schweröle, zu denen auch die sogenannten (Residual) Marine Fuel Öle zählen. DIN 51603-3 und 51603-5 spezifiziert HOS.
Zurzeit werden mehrere Sorten angeboten, die sich primär nur durch den Schwefel- und Metallanteil unterscheiden.

### Herstellung
HOS besteht zum großen Teil aus Rückständen. Diesem hinzugefügt wird ein Verdünnungsmittel wie Schwergasöl oder Light Cycle Oil, um die Viskosität einzustellen (weiteres siehe Schweröl).
In Deutschland wurden 2007 ca. 12,0 Millionen Tonnen HOS hergestellt.

### Additive
In frisch geblendetem HOS befinden sich – je nach Herstellungsprozess – noch geringe Spuren an H2S. Diese gasen – auch wegen der erhöhten Lagertemperaturen – aus dem Produkt aus und stellen damit ein Sicherheitsrisiko dar, da speziell beim Schiffstransport sich die Atmosphäre über dem Produkt mit diesem giftigen Gas anreichert. Um dies zu verhindern, werden sogenannte H2S-Scavenger („Schwefelwasserstoff-Fänger“) zugesetzt, die den Schwefelwasserstoff binden.

### Eigenschaften
Die Hauptbestandteile des HOS sind vorwiegend Alkane, Cycloalkane und aromatische Kohlenwasserstoffe mit etwa 20 bis 70 Kohlenstoff-Atomen pro Molekül und einem Siedebereich zwischen 300 °C und ~700 °C (das Siedeende ist eine berechnete Größe). Daneben treten noch heterocyclische Stickstoff- und Schwefelverbindungen auf (Stickstoffanteil bis 0,5 %). In Rückstandsölen sind alle metallischen Verunreinigungen des Erdöls wie Nickel, Vanadium, Natrium, Calcium etc. aufkonzentriert.

### Spezifikationen
§ 10 Abs. 2 der 10. BImSchV begrenzt den Schwefelanteil für schweres Heizöl auf maximal 1 %. Des Weiteren werden Sorten mit niedrigerem Schwefelanteil (0,5 %) angeboten. Feuerungsanlagen mit einer Rauchgasentschwefelung können auch höherschweflige Heizöle verfeuern (DIN 51603-3).
Schweres Heizöl weist bei Raumtemperatur eine pastöse Konsistenz auf. Damit es überhaupt pumpfähig ist, wird schweres Heizöl vorher von 60 °C bis 100 °C erwärmt (entspricht der Lagertemperatur).
Um eine sichere Lagerung zu gewährleisten, wird ein Flammpunkt von 80 °C verlangt. Damit hat man immer noch einen „Sicherheitsabstand“ von 20 K zur Lagertemperatur.
Die Viskosität bei 100 °C beträgt 50·10−6 m²/s.
Um an der Brennerspitze die übliche Viskosität von ~12·10−6 m²/s zu erreichen, muss das dickflüssige Öl vor der Verbrennung auf ca. 150 °C erwärmt werden.
Der Pourpoint von (unter) 40 °C garantiert – wie die Viskosität – die Handhabbarkeit dieses Produktes.
Der Heizwert (Hi) liegt bei 39,5 MJ/kg. Dieser Wert lässt sich auch aus der chemischen Zusammensetzung näherungsweise errechnen (siehe Heizwert).

### Verbrauch
In Deutschland wurden 2007 ca. 6,1 Millionen Tonnen HOS verbraucht. Der Produktionsüberschuss wird exportiert.
Vom Verbrauch entfallen rund 83 % auf die Industrie (einschließlich nicht energetische Verwendung und industrielle Kraftwerke), 9 % auf die Stromerzeugung in öffentlichen Elektrizitätswerken sowie 7 % auf die Fernwärmeerzeugung. Der Rest (1 %) ist insbesondere dem Bereich der gewerblichen Kleinverbraucher (beispielsweise Gärtnereien) zuzurechnen.

### Preise
Die Preise für HOS orientieren sich am Rotterdamer Markt. Es werden zwei Sorten notiert: LSFO (Low Sulfur Fuel Oil, entspricht HOS-1.0) und HSFO (High Sulfur Fuel Oil, entspricht HOS-3.5). Beide Sorten werden in US-Dollar je 1.000 kg (US-$/t) gehandelt.

### Steuern
Zusätzlich zu all diesen Preisbeiträgen kommen noch Steuern und Abgaben, wie die Umlage für die Beiträge zum Erdölbevorratungsverband mit ca. 3,70 €/1000 kg, die Energiesteuer von 130,00 €/1000 kg bzw. 25,00 €/1000 kg (privilegierte Verwendung, siehe § 3 des Energiesteuergesetzes) und – auf die Summe aller aufgeführten Preisbeiträge – 19 % Umsatzsteuer.